# Wojewódzka Biblioteka Publiczna im. Emilii Sukertowej-Biedrawiny w Olsztynie
Wojewódzka Biblioteka Publiczna im. Emilii Sukertowej-Biedrawiny w Olsztynie jest samorządową instytucją kultury, finansowaną przez urząd marszałkowski województwa warmińsko-mazurskiego. 
Siedziba biblioteki znajduje się przy ul. 1 Maja 5, a wypożyczalnia główna ulokowana została w Starym Ratuszu, mieszczącym się w samym środku olsztyńskiej starówki, przy ul. Stare Miasto 33.

## Historia
Wojewódzką Bibliotekę Publiczną w Olsztynie powołano w 1950 (oficjalne otwarcie nastąpiło 3 maja 1951) celem zapewnienia opieki merytorycznej nad siecią placówek terenowych. Okres organizacji WBP trwał od 27 lipca 1950 do 3 maja 1951. W 1952 WBP, działająca dotychczas w skrajnie trudnych warunkach lokalowych, została umieszczona wraz z Miejską Biblioteką Publiczną w odbudowanym zabytkowym Starym Ratuszu. W 1955 obie placówki zostały połączone w jedną instytucję: Wojewódzką i Miejską Bibliotekę Publiczną.
14 października 1971, z okazji jubileuszu dwudziestopięciolecia, Wojewódzkiej i Miejskiej Bibliotece Publicznej nadano imię Emilii Sukertowej-Biedrawiny, która to zainicjowała, kontynuowane przez Bibliotekę, opracowywanie i wydawanie Bibliografii Warmii i Mazur. W 1975 bibliotece przywrócono poprzednią nazwę – Wojewódzka Biblioteka Publiczna.
1 kwietnia 1992 ze struktury organizacyjnej placówki wyłączonych zostało 19 filii. Siedemnaście z nich stało się własnością samorządu miasta Olsztyn i włączonych zostało w strukturę Miejskiego Ośrodka Kultury. Pozostałe dwie filie zostały w późniejszych latach zlikwidowane.
W 1993 r. decyzją Wojewody Olsztyńskiego a później Głównej Komisji Uwłaszczeniowej, budynek Starego Ratusza, w którym mieści się główny księgozbiór Biblioteki, przekazany został na własność Wojewódzkiej Bibliotece Publicznej.
Z dniem 1 stycznia 1999 Wojewódzka Biblioteka Publiczna w Olsztynie stała się instytucją kultury samorządu województwa warmińsko-mazurskiego. Uchwałą Nr XIV/214/00 Sejmiku Województwa Warmińsko-Mazurskiego z dnia 14 marca 2000 nadano jej nowy statut. 

## Zadania
Do podstawowych jej zadań należy: udostępnianie zgromadzonych i opracowanych kolekcji bibliotecznych, pełnienie funkcji ośrodka informacji biblioteczno-bibliograficznej, opracowywanie i publikowanie bibliografii regionalnej, organizowanie obiegu wypożyczeń międzybibliotecznych, sprawowanie opieki merytorycznej nad bibliotekami publicznymi województwa warmińsko-mazurskiego, współdziałanie z samorządami lokalnymi, bibliotekami innych sieci w kraju i za granicą w celu zaspokajania zróżnicowanych potrzeb czytelniczych, oświatowych, kulturalnych i informacyjnych mieszkańców całego regionu.

## Dyrektorzy
- Roman Ławrynowicz (1982–2003)[1]
- Andrzej Marcinkiewicz (2003 – 2023)[2]
- Adrianna Walendziak (2023– )[3]

## VariArt
VariArt – pismo kulturalno-literackie wydawane przez Wojewódzką Bibliotekę Publiczną w Olsztynie. Jest kwartalnikiem, pierwszy numer ukazał się w 2008. Na swoich łamach publikuje twórczość poetów oraz prozaików, tj. Krzysztof Szatrawski, Kazimierz Brakoniecki, Mariusz Sieniewicz, Joanna Wilengowska, Bożena Kraczkowska i inni.